# Johan Fogelqvist
Johan Peter Fogelqvist, född den 16 januari 1843 i Vedums socken, Skaraborgs län, död den 26 april 1926, var en svensk präst. Han var far till Torsten Fogelqvist och svärfar till Emanuel Sandberg.
Fogelqvist avlade mogenhetsexamen i Skara 1865 och blev student vid Uppsala universitet 1866, där han avlade teoretisk teologisk examen 1869 och praktisk teologisk examen samma år. Han prästvigdes 1870 och avlade pastoralexamen 1875. Fogelqvist blev kyrkoherde i Lidköping 1876 och i Norrköpings Hedvig 1881. Han var kontraktsprost 1906–1914 och blev emeritus 1920. Fogelqvist blev ledamot av Nordstjärneorden 1892. Han vilar på Matteus begravningsplats i Norrköping.